# اچ‌ام‌اس اپلدور (۱۹۱۹)
اچ‌ام‌اس اپلدور (۱۹۱۹) (به انگلیسی: HMS Appledore (1919)) یک کشتی بود که طول آن ۲۳۱ فوت (۷۰ متر) بود. این کشتی در سال ۱۹۱۹ ساخته شد.